# Wojciech Giertych

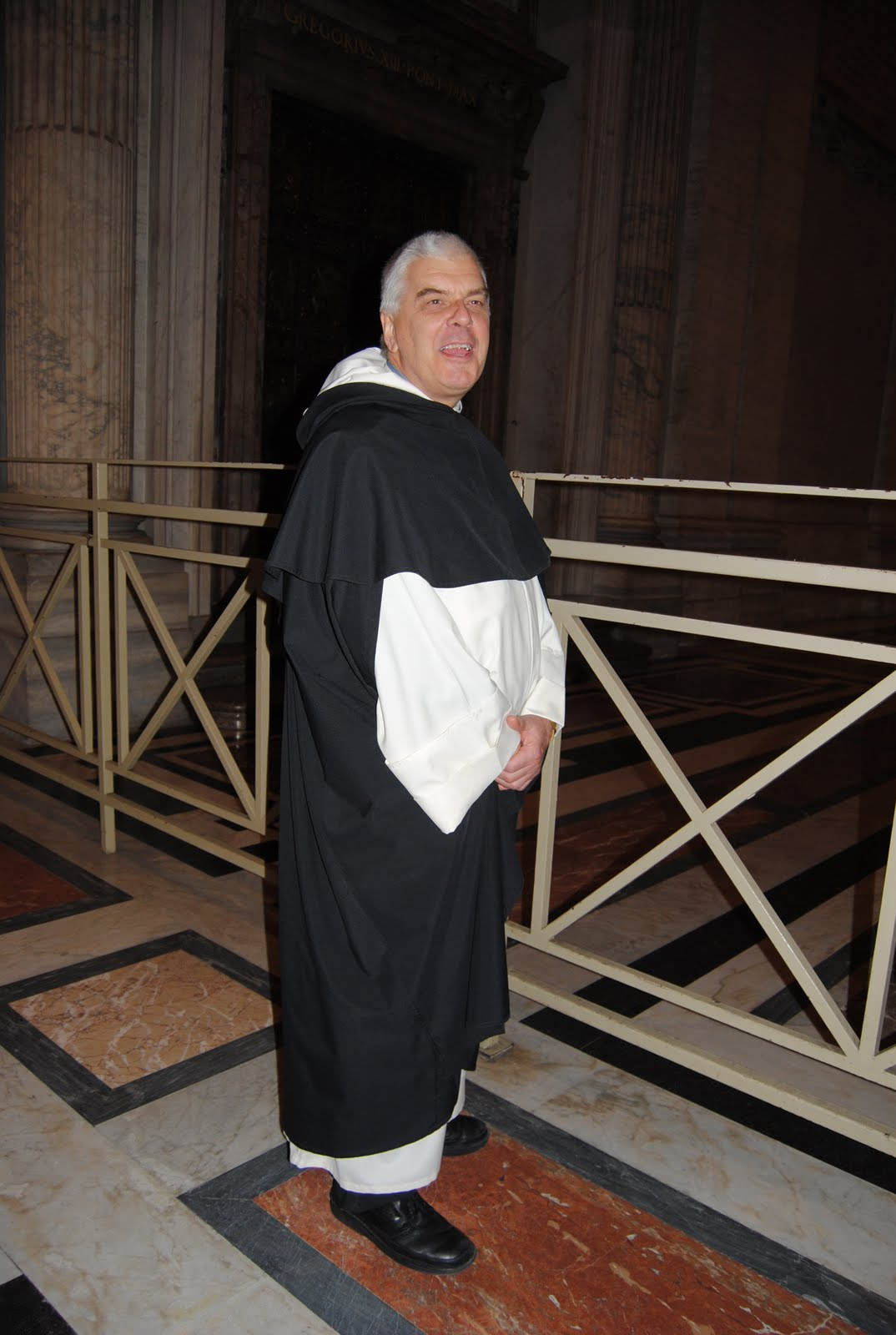
Wojciech Giertych (2009)

Wojciech Giertych OP (ˈvɔjt͡ɕɛx ˈɡʲɛrtɨx, * 27. September 1951 in Tottenham, London) ist ein polnischer Ordenspriester, Päpstlicher Haustheologe, Konsultor des Dikasteriums für die Glaubenslehre und des Dikasteriums für die Selig- und Heiligsprechungsprozesse sowie Mitglied der Päpstlichen Akademie des hl. Thomas von Aquin.

## Leben
Wojciech Giertych ist der Sohn des Schriftstellers Jędrzej Giertych und Maria geb. Łuczkiewicz. Nach dem Zweiten Weltkrieg zogen seine Eltern nach London, wo er geboren wurde. Nach dem Schulabschluss am St Ignatius’ College in Stamford Hill im Jahr 1970 kam er nach Posen, wo er Geschichte an der Adam-Mickiewicz-Universität Posen studierte. Nach Fertigstellung und Verteidigung seiner Dissertation trat er in das Noviziat der Dominikaner ein. Am 15. August 1976 legte er die erste Profess ab. Er empfing am 20. Juni 1981 in Krakau das Sakrament der Priesterweihe. Anschließend studierte er Theologie an der Päpstlichen Universität Heiliger Thomas von Aquin in Rom, wo er im Jahr 1983 ein Lizenziat der spirituellen Theologie erwarb und im Jahr 1989 zum im Fach Moraltheologie zum Dr. theol. promoviert wurde. Seit 1994 lehrt er als Professor für Moraltheologie an der Päpstlichen Universität Heiliger Thomas von Aquin.
Nach seiner Rückkehr nach Polen war er Novizenmeister im Dominikanerkloster in Krakau und Professor für Moraltheologie. Er lehrte an der Hochschule für Philosophie und Theologie der Polnischen Provinz der Dominikaner in Krakau. Seit 1998 war er Mitglied des Generalrats seines Ordens, wo er als Vertreter des Generalmagister des Dominikanerordens bis 2002 für Zentral- und Osteuropa und anschließend bis 2005 für das intellektuelle Leben in seiner Gemeinschaft zuständig war.
Papst Benedikt XVI. ernannte ihn am 1. Dezember 2005 zum Päpstlichen Haustheologen. Am 4. März 2010 wurde er zum Mitglied des Päpstlichen Komitees für die Eucharistischen Kongresse und am 14. April 2012 zum Konsultor der Kongregation für die Selig- und Heiligsprechungsprozesse ernannt. Außerdem ist er Konsultor des Dikasteriums für die Glaubenslehre und Mitglied der Päpstlichen Akademie des hl. Thomas von Aquin.
Es ist der jüngere Bruder von Maciej Giertych (ehemalige Europaabgeordneter LPR) und der Onkel von Roman Giertych, (LPR, ehemaliger Parteivorsitzende der Liga Polnischer Familien und ehemaliger stellvertretender Ministerpräsident und Minister für Bildung). Zwei seiner Schwestern traten auch in Ordensgemeinschaften ein.
Er spricht Polnisch, Englisch, Französisch, Italienisch, Spanisch, Deutsch, Russisch und Latein.

## Schriften
- The New Law as a Rule for Acts, Päpstliche Universität Heiliger Thomas von Aquin, Rom 1989.
- Malchusowe ucho (Das Ohr des Malchus), Kairos Verlag, Krakau 2000.
- Rachunek sumienia teologii moralnej (Die Gewissensprüfung der Moraltheologie), Wydawnictwo M, Krakau 2004.
- Jak żyć łaską. Płodność Boża w czynach ludzkich (Wie man aus Gnade lebt. Göttliche Fruchtbarkeit im menschlichen Handeln), Wydawnictwo M, Krakau 2006.
- Rozważania Pawłowe (Paulinische Reflexionen), Wydawnictwo Księży Marianów MIC, Warschau 2008.
- Bóg źródłem prawa. Ewangelia, Izrael, Natura, Islam (Gott, die Quelle des Gesetzes. Evangelium, Israel, Natur, Islam), Wydawnictwo M, Krakau 2008.
- Odtruwanie Łaski (Die Entgiftung der Gnade), Wydawnictwo M, Krakau 2011.
- Fides et actio (Glaube und Handeln), Promic, Warschau 2012.
- Rozruch wiary (Der Funke des Glaubens), Bernardinum, Perlplin 2012, (englische Ausgabe: The Spark of Faith. Understanding the Power of Reaching Out to God, EWTN, Irondale, Alabama 2018).
- Fides et passio (Glaube und Leidenschaft), Bernardinum, Pelplin 2015.
- Wiara a wolność (Glaube und Freiheit), Kórnik 2018.
- Wiara a uczucia (Glaube und Gefühle), Kórnik 2019.
- Wokół Eucharystii. Rekolekcje dla biskupów (Über die Eucharistie. Exerzitien für Bischöfe), Kórnik 2020.
- Wiara i odpowiedzialność (Glaube und Verantwortung), Kórnik 2021.
- The Mystery of Divine Love (Das Geheimnis der göttlichen Liebe), EWTN Publishing, Irondale, Alabama 2022.
- Wyzwolenie umysłu (Die Befreiung des Geistes), Kórnik 2023.